# Єврейський партизанський рух на Іллінеччині
Єврейський партизанський рух на тимчасово окупованих територіях Іллінечини, що виник внаслідок збройної агресії нацистської Німеччини в 1941—1944 роках, організований та реалізований вязнями гетто м. Іллінці, яким вдалась втікти до регулярних партизанських зєднань в с. Шабельня.

## Єврейська громада місті Іллінці

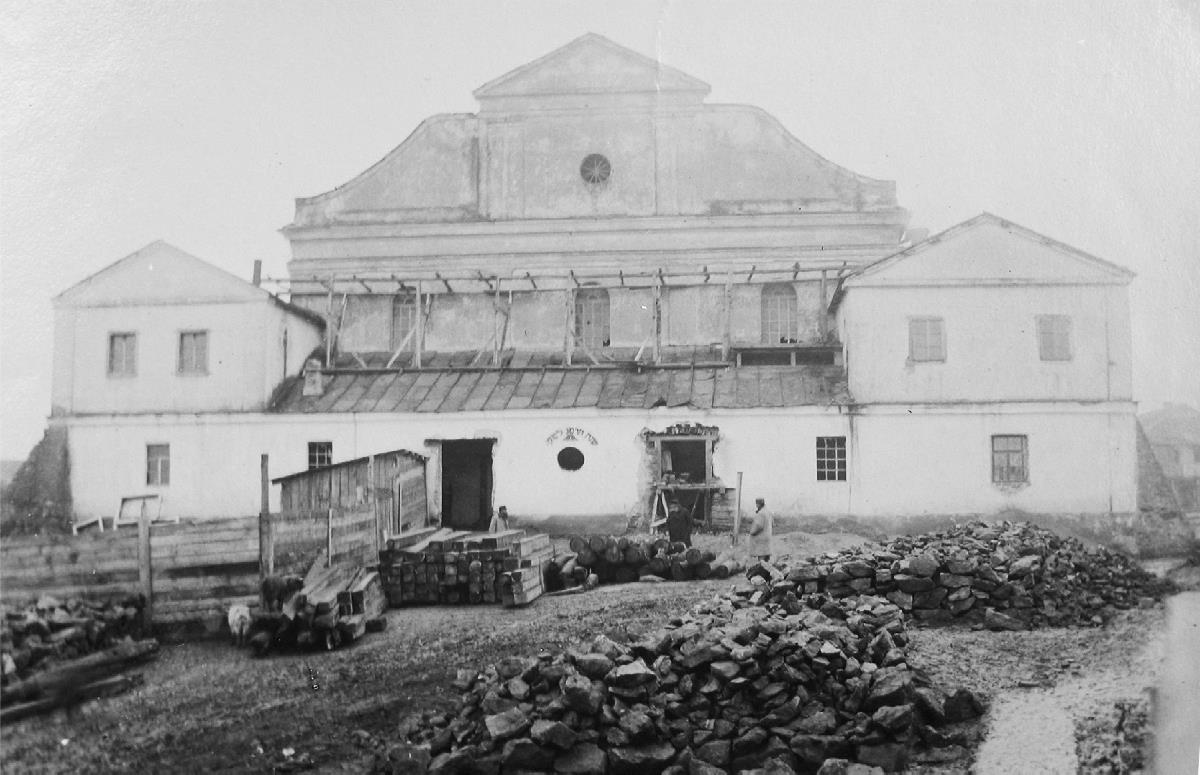
Велика синагога в Іллінцях, побудована в кінці XVIII ст.

Іллінці, як єврейське містечко відомо з кінця XVII — середини XVIII століття. «Лінецька Єврейська Громада» налічувала:
| Рік  | Кількість осіб |
| ---- | -------------- |
| 1765 | 386            |
| 1790 | 423            |
| 1847 | 3 407          |
| 1910 | 9 279          |
| 1923 | 4 679          |
| 1926 | 5 407          |
| 1939 | 2 217          |

В 1852 році всі 76 ремісників, зареєстрованих в Іллінцях були євреями. У 1865 році в Іллінцях було 4 синагоги.
У 1910 році в Іллінцях діяли синагога, чоловіче єврейське училище (з 1909 року), єврейське кладовище. У 1912 році було засновано єврейське дрібно-промислове ощадно-позикове товариство. Більшість євреїв займалося ремеслами (шевським і кравецьким). В Іллінцях був медоварний завод, власником якого був Арон Елі Друкер. Перед Першою світовою війною практично всі лавки і мануфактури Іллінців належали єврейським торговцям. Серед них було 36 кравецьких лавок, 19 кондитерських і булочних, 11 шкіряних крамниць. У містечку було шість діючих синагог і початкова чоловіча школа.
В період Української революції в місті відбулось три єврейські погроми організовані добровольчими загонами Денікіна, потім І Кінною армією Будьоного.
Напередодні Другої світової війни в м. Іллінці 63,6 % населення мало єврейське походження, більшість з яких працювали на місцевому цукровому заводі.

## Іллінецьке гетто
23 липня 1941 року нацисти зайняли м. Іллінці. Через місяць був створений юденрат на чолі з Гершем Усатинським. В серпні 1941 року євреїв міста було переселенно до гетто, що знаходилось в кварталі бідняків біля річки Соб. Кожного дня мешканці гетто мали відвідувати місцеву синагогу на поіменну перекличку. На початку листопада 1941 року розпочались перші акції (було розстріляно 40 осіб з гетто). В кінці осені 1941 року всі працездатні євреї з гетто були переміщенні в трудовий табір, що знаходився на території колгоспу біля села Біляшівка. Взимку 1942 року гетто було ліквідовано, всіх його мешканців вбито.

## Діяльність єврейського партизанського загону
Єврейський партизанський загін виник влітку 1943 рокув Шабелянських лісах поруч з містечком Дашів. Командиром цього підрозділу став коваль з м. Іллінці, колишній солдат Червоної Армії Давид Мудрик. Ще перебуваючи в гетто, Давид почав створювати свою групу опору. В гетто група займалась пошуком підтримки у місцевого населення та переправляли до них євреїв, яким загрожував розстріл (як правило це були люди похилого віку, жінки та діти). Давид вичікував моменту, коли в лісах Іллінеччини зявляться партизанські загони, і можна буде вивести в ліс свою групу, а потім і все гетто.
Влітку 1943 року в лісах Вінниччини з'явилися перші партизанські групи. Через підпільників встановити зв'язок з ними не вдалось. Тому було вирішити виходити в ліс самостійно, оскільки зброї не було, запаслись ножами, які виготовили в майстернях гетто.
На одне зі свят влітку 1943 року, скориставшись ситуацією, що охорона гетто була п'яною, група таємно вийшла в ліс. За ніч добрались до Шабелянського лісу, декілька днів шукали партизан, поки не наткнулись на патруль. Після допиту в штабі, стало відомо, що в групу Давида Мудрика входить 15 молодиків (28-35 років), що пройшли службу в армії та 3 дівчини, що мали досвід підпільної роботи та санітарної справи. Не дивлячись на те, що загін потребував людей, єврейську групу не прийняли. Також не прийняли і родину Мордохая Телесника, який прийшов до партизан через декілька днів, тому вони приєднались до Давида Мудрика. Разом вони прийняли єдине правильне рішення, створювати власний єврейський підрозділ та продовжувати боротьбу самостійно. Головно ціллю підрозділу був порятунок євреїв, які залишились живими.
Під керівництвом Давида Мудрика, підрозділ приймав всіх євреїв: дітей, жінок, людей похилого віку. З 18 осіб підрозділ зріс до 200 осіб, з них 11 % складали діти, 30 % — небоєздатні старі, активний кістяк складав близько 60 %. Постало питання про озброєння. Начальник штабу партизанської бригади Михайло Яблочкін писав у своїй доповіді, що «…два десятки погано озброєних євреїв вночі знищили близько двох кілометрів телефонного зв'язку. Інша група вивела з ладу залізничне полотно. План був створений та реалізований Давидом Мудриком». Після вдалої операції, підрозділ Мудрика був визнаний керівництвом Другої партизанської бригади та були реорганізований в єврейську окрему партизанську роту.
У бригаді рота займалась питанням мінування. Найчастіше їх відправляли з бойовими завданнями на вузлові станції, з метою підриву ешелонів з німецькою технікою, що йшла на фронт. У жовтні- листопаді 1943 року єврейська партизанська рота в складі партизанської бригади брала участь у захоплені залізничного вузла в м. Погребище. До приходу Червоної Армії рота брала участь в захопленні Дашева та Гайсина, в захоплені комендатури м. Немирова. Під час однієї з операцій, єврейська рота захопила та розгромила Іллінецьку поліцію, звідки винесли зброю та боєприпаси.
Активну участь єврейська рота брала в сутичках з регулюваною німецькою армією. У грудні 1943 року 2-га партизанська бригада стримувала натиск німецьких в лісовому масиві Шабельня. Давиду і його роті було виділено окрему ділянку дій. Маючи лише легку зброю, рота билася з озброєним до зубів ворогом. Цілими днями єврейські бійці відбивали атаки переважаючих німецьких сил. У цих боях рота втратила трьох осіб, одну людину було важко поранено — Мордехая Телесника.
Оскільки не було впевненості, що взимку 44 року район дій 2-ї партизанської бригади буде звільнено від німців, бійці єврейської роти заготовили велику кількість їжі, закопали її в землю і замаскували в Шабелянському лісі. При зустрічі з червоноармійцями їм було передано план розміщення таємних запасів. Внаслідок, коли велика група червоноармійців потрапила в оточення, вони скористалася цими резервами. Про це потім доповіли в центр партизанського руху.
6 січня 1944 року, вийшовши з лісу, партизанська рота Давида Мудрика припиняє своє існування, частина партизан в складі 2-ї партизанської бригади вирушила на місто Київ.

## Найвідоміші діячі загону

##### Давид Мудрик
Давид Мудрик народився в 1913 році в м. Іллінці. Коли розпочалась війна, був призваний на службу до Червоної Армії в інженерні війська. При виконанні бойового завдання потрапив в полон до німців, з якого йому вдалось втекти. Повертається до рідного міста та потрапляє в гетто. Як вправному ковалю, йому і дружині вдалось уникнути розстрілу, згодом їх було переведено в трудовий табір. Місце не охоронялось, лише зрідка місцева допоміжна поліція відвідувала в'язнів. У 1942 році в гетто розпочалась епідемія черевного тифу, тому нацисти ухвалюють рішення розпочати «акцію», а живими залишити лише "корисних"спеціалістів. До таких належав Давид з його дружиною, але вони розуміли, що «дні їхні наближаються до кінця». Тому було вирішено йти в ліс до партизанів. Був активним учасником партизанського руху. По завершенню війни очолював фінансовий відділ Іллінецького району. Був нагороджений орденом «Червоної зірки». Помер в 1987 році.

#### Єлизавета Латман
Єлизавета Латман народилась 5 травня 1926 році в м. Іллінці. Коли розпочалась війна, Лізі було 15 років, і вона відразу ж потрапляє в гетто. Вийшла з нього в группі Давида Мудрика. В єврейській роті займалась пошуком провізії. Коли єврейська рота була розформована, Лізі було 17 років, і за віком вона не пілягала призову до рядів Червоної Армії. Тому вона додала собі рік, і була зарахована в зенітно-артилерійський полк, в якому дослужилась до звання командира відділення зв'язку. Брала участь в бою за Шепетівку. Після війни працювала економісткою. В 1995 році емігрувала до Ізраїлю. Померла 12 травня 2021 року.

#### Віктор Цибітовський (Шулькович)
Народився Віктор у 1925 р. у селищі Балабанівка на Вінниччині у незаможній родині колгоспника. Мати померла у 1939 р., ще до війни. Батько пішов на фронт та у січні 1942 р. загинув під Сталінградом. У червні 1941 р. Віктор закінчив школу. Не підлягаючи призову за віком до армії, він почав активно допомагати партизанському загону ім. Леніна, що діяв на території Вінницької обл. Разом із партизанським загоном Віктор Цибітовський брав участь у боях до 1944 р. На той час він уже був командиром взводу 2-ї партизанської бригади ім. Сталіна. Приголомшує характеристика, що була видана начальником бригади Яблочковим: «[…] як командир та старий партизан, був прикладом для своїх товаришів та користувався їхнім авторитетом»…Після війни працював у органах МВС, закінчив Московський юридичний та Львівський торгово-економічний інститути. Після переїзду до Дніпропетровська працював у системі споживкооперації до 2011 р., після чого пішов на пенсію.

## Цікаві факти
У 1943 році в загоні був спалах черевного тифу, що ускладнив його роботу. Після війни серед місцевого населення був поширений слух, що єврейський загін в боях участі не брав, а лише поширював антисенітарію.
Перебуваючи в загоні, Зінаїда Мудрик (дружина Давида Мудрика) народила сина, його передали на виховання Євдокії Пустовіт, яка згодом отримала звання Праведника Народів Світу.
В м. Дімона (Ізраїль) знаходиться музей Бойової Слави ім. Давида Мудрика. В одному з відділів музею можна ознайомитися з історією партизанського руху в Україні і єврейського партизанського руху.